# Amazonspett
Amazonspett (Celeus elegans) är en fågel i familjen hackspettar inom ordningen hackspettartade fåglar.

## Utseende
Amazonspett är en typisk Celeus-hackseptt, medelstor och roströd med spretig huvudtofs. Olikt liknande fjällbröstad hackspett och vågspett saknar denna art mestadels eller helt svarta teckningar på kropp och vingar. Könen liknar varandra, men hanen har rött mustaschstreck. Färgen på tofsen varierar geografiskt, där vissa har kontrasterande guldfärgade fjädrar (därav namnet) medan andra har helt enfärgat roströd tofs. 

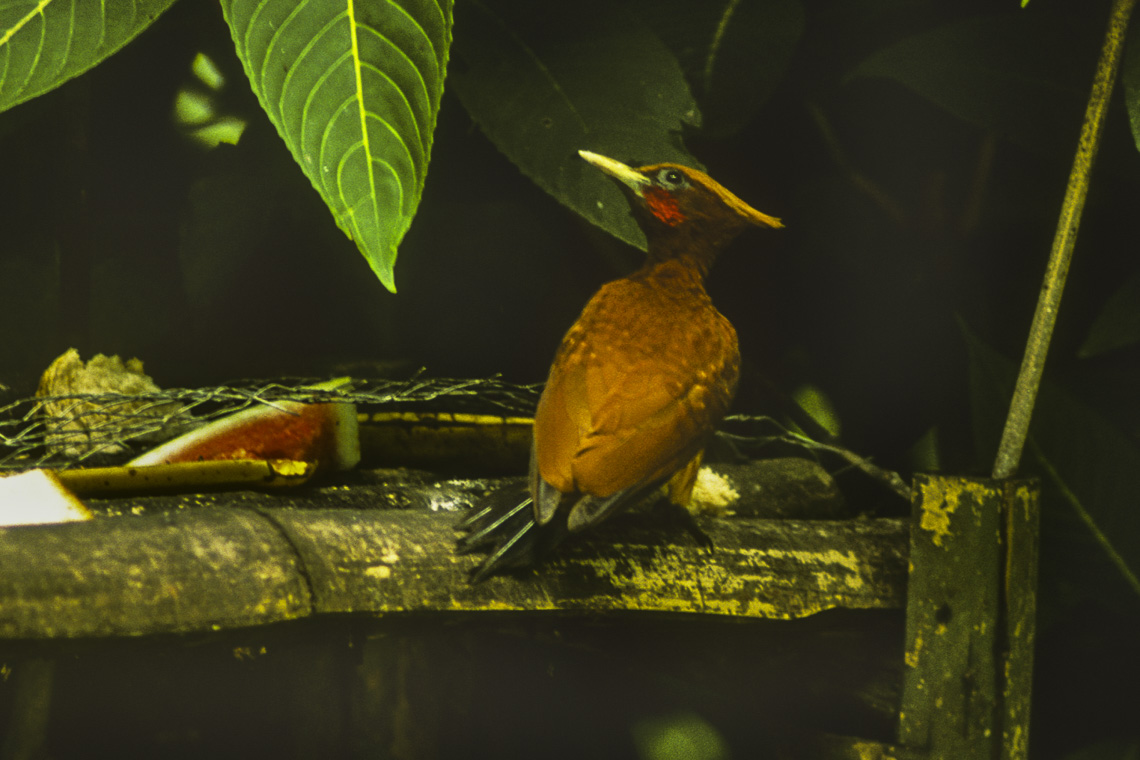

## Utbredning och systematik
Amazonspett delas in i sex underarter:
- Celeus elegans leotaudi – förekommer på Trinidad
- Celeus elegans hellmayri – förekommer i östra Venezuela, Guyana och Surinam
- Celeus elegans deltanus – förekommer i nordöstra Venezuela (Amacuro)
- Celeus elegans elegans – förekommer i Franska Guyana, näraliggande Surinam och nordöstra Brasilien norr om Amazonas
- Celeus elegans jumanus – förekommer från östra Colombia till sydvästra Venezuela, norra Bolivia och södra Amazonas Brasilien
- Celeus elegans citreopygius – förekommer i östra Ecuador och östra Peru

## Levnadssätt
Amazonspett är en ovanlig men vida spridd fågel. Den hittas i låglänta skogar och skogsbryn, framför allt nära vatten. 

## Status och hot
Arten har ett stort utbredningsområde, men tros minska i antal, dock inte tillräckligt kraftigt för att den ska betraktas som hotad. Internationella naturvårdsunionen IUCN listar arten som livskraftig (LC).